# Derek Boogaard
Derek Boogaard, född 23 juni 1982 i Saskatoon, Saskatchewan, Kanada, död 13 maj 2011 i Minneapolis, Minnesota, USA, var en kanadensisk professionell ishockeyspelare som under sin NHL-karriär spelade för Minnesota Wild och New York Rangers.
Boogaard, som inledde sin karriär i Minnesota Wild, var mest känd för sitt tuffa fysiska spel som ofta ledde till slagsmål. Hans smeknamn "Boogeyman" och "The Mountie" gav fansen honom efter hans tuffa spelstil. Ett av Derek Boogaards mest omtalade slagsmål var när han slog Anaheim Ducks forward Todd Fedoruk så illa att denne bröt käkbenet.
Den 13 maj 2011 påträffades Boogaard död i sin lägenhet i Minneapolis. Enligt en obduktionsrapport avled Boogaard efter att ha fått i sig alkohol och det smärtstillande medlet oxikodon.

## Statistik

### Klubbkarriär
| 1999–00    | Regina Pats           | WHL        | 5   | 0 | 0  | 0  | 17  | —  | — | — | — | —  |
| 1999–00    | Prince George Cougars | WHL        | 33  | 0 | 0  | 0  | 149 | —  | — | — | — | —  |
| 2000–01    | Prince George Cougars | WHL        | 61  | 1 | 8  | 9  | 245 | 6  | 1 | 0 | 1 | 31 |
| 2001–02    | Prince George Cougars | WHL        | 2   | 0 | 0  | 0  | 16  | —  | — | — | — | —  |
| 2001–02    | Medicine Hat Tigers   | WHL        | 46  | 1 | 8  | 9  | 178 | —  | — | — | — | —  |
| 2002–03    | Medicine Hat Tigers   | WHL        | 27  | 1 | 2  | 3  | 65  | —  | — | — | — | —  |
| 2002–03    | Louisiana IceGators   | ECHL       | 33  | 1 | 2  | 3  | 240 | 2  | 0 | 0 | 0 | 0  |
| 2003–04    | Houston Aeros         | AHL        | 53  | 0 | 4  | 4  | 207 | 2  | 0 | 1 | 1 | 16 |
| 2004–05    | Houston Aeros         | AHL        | 56  | 1 | 4  | 5  | 259 | 5  | 0 | 0 | 0 | 38 |
| 2005–06    | Minnesota Wild        | NHL        | 65  | 2 | 4  | 6  | 158 | —  | — | — | — | —  |
| 2006–07    | Minnesota Wild        | NHL        | 48  | 0 | 1  | 1  | 120 | 4  | 0 | 1 | 1 | 20 |
| 2007–08    | Minnesota Wild        | NHL        | 34  | 0 | 0  | 0  | 74  | 6  | 0 | 0 | 0 | 24 |
| 2008–09    | Minnesota Wild        | NHL        | 51  | 0 | 3  | 3  | 87  | —  | — | — | — | —  |
| 2009–10    | Minnesota Wild        | NHL        | 57  | 0 | 4  | 4  | 105 | —  | — | — | — | —  |
| 2010–11    | New York Rangers      | NHL        | 22  | 1 | 1  | 2  | 45  | —  | — | — | — | —  |
| NHL totalt | NHL totalt            | NHL totalt | 277 | 3 | 13 | 16 | 589 | 10 | 0 | 1 | 1 | 44 |